# Danh sách đạo diễn Pháp

Đây là danh sách các đạo diễn phim từ Pháp:
Đây là một danh sách chưa hoàn tất, và có thể sẽ không bao giờ thỏa mãn yêu cầu hoàn tất. Bạn có thể đóng góp bằng cách mở rộng nó bằng các thông tin đáng tin cậy.

## A–B
- Mona Achache
- Gabriel Aghion
- Alexandre Aja
- Jean-Gabriel Albicocco
- Marc Allégret
- Yves Allégret
- Jean-Baptiste Andrea
- Jean-Jacques Annaud
- Olivier Assayas
- Alexandre Astruc
- Jacques Audiard
- Jacqueline Audry
- Jean Aurel
- Claude Autant-Lara
- Serge Avedikian
- Gaël Aymon
- Géla Babluani
- Charles le Bargy
- Jacques de Baroncelli
- Jean-Marc Barr
- Jean-Louis Barrault
- Jacques Becker
- Jean Becker
- Jean-Jacques Beineix
- Yannick Bellon
- Yamina Benguigui
- Raymond Bernard
- Claude Berri
- Luc Besson
- Bruno Bianchi
- Enki Bilal
- Alice Guy-Blaché
- Michel Blanc
- Bertrand Blier
- Romane Bohringer
- Michel Boisrond
- Patrick Bokanowski
- Bertrand Bonello
- Bernie Bonvoisin
- Rachid Bouchareb
- Laurent Boutonnat
- Jean-Christophe Bouvet
- Sarah Bouyain
- Jean-Pierre Bouyxou
- Jean Boyer
- Gérard Brach
- Catherine Breillat
- Robert Bresson
- Jean-Claude Brialy
- Philippe de Broca
- Charles Burguet
- Alexandre Bustillo
- José Bénazéraf

## C–E
- Marcel Camus
- Guillaume Canet
- Laurent Cantet
- Leos Carax
- Christian Carion
- Marcel Carné
- Marc Caro
- Emmanuel Carrère
- Yves Caumon
- André Cayatte
- Claude Chabrol
- Jacques Charon
- Étienne Chatiliez
- Patrice Chéreau
- Segundo de Chomón
- Élie Chouraqui
- Christian-Jaque
- Yves Ciampi
- Jean-Paul Civeyrac
- René Clair
- René Clément
- Henri-Georges Clouzot
- Jean Cocteau
- Clément Cogitore
- Romain Cogitore
- Henri Colpi
- Alain Corneau
- Catherine Corsini
- Edgardo Cozarinsky
- Guy Debord
- Camille Delamarre
- Jean Delannoy
- Benoît Delépine
- Denis Delestrac
- Louis Delluc
- Richard Dembo
- Jacques Demy
- Claire Denis
- Jacques Deray
- Arnaud Desplechin
- Michel Deville
- Henri Diamant-Berger
- William Kennedy Dickson
- Albert Dieudonné
- Vincent Dieutre
- Arielle Dombasle
- Germaine Dulac
- Bruno Dumont
- François Dupeyron
- Marguerite Duras
- Julien Duvivier
- Christine Edzard
- Robert Enrico
- Jean Epstein
- Jean Eustache

## F–J
- Henri de la Falaise
- Ismaël Ferroukhi
- Louis Feuillade
- Jacques Feyder
- Georges Franju
- Guy du Fresnay
- Abel Gance
- Christophe Gans
- Nicole Garcia
- Philippe Garrel
- Louis J. Gasnier
- Tony Gatlif
- Costa Gavras
- Julie Gavras
- Daniel Gélin
- Xavier Gens
- Bernard Giraudeau
- Francis Girod
- Jean-Luc Godard
- Michel Gondry
- Yann Gonzalez
- Jean-Pierre Gorin
- Jean-Paul Goude
- Pierre Granier-Deferre
- Jean Grémillon
- Paul Grimault
- Stéphan Guérin-Tillié
- Sacha Guitry
- Paul Gury
- Alice Guy-Blaché
- Lucile Hadžihalilović
- Roger Hanin
- Mia Hansen-Løve
- Philippe Harel
- Christophe Honoré
- Robert Hossein
- André Hugon
- André Hunebelle
- Marcel Ichac
- Jean Image
- Otar Iosseliani
- Aline Issermann
- Luc Jacquet
- Benoît Jacquot
- Just Jaeckin
- Agnès Jaoui
- Sébastien Japrisot
- Jean-Christophe Jeauffre
- Jean-Pierre Jeunet
- Roland Joffé

## K–M
- William Karel
- Mathieu Kassovitz
- Peter Kassovitz
- Cédric Klapisch
- Nicolas Klotz
- Gérard Krawczyk
- Diane Kurys
- Adonis Kyrou
- Marcel L'Herbier
- Nans Laborde-Jourdàa
- George Lacombe
- Jean-Daniel Lafond
- René Laloux
- Albert Lamorisse
- Rémi Lange
- Claude Lanzmann
- Jacques Lanzmann
- Denys de La Patellière
- Pascal Laugier
- Georges Lautner
- Yves Lavandier
- Louis Le Prince
- Patrice Leconte
- Claude Lelouch
- René Leprince
- Louis Leterrier
- Sébastien Lifshitz
- Auguste and Louis Lumière
- Sarah Maldoror
- Louis Malle
- Sophie Marceau
- Ali Marhyar
- Maurice Mariaud
- Chris Marker
- Jean-Pierre Marois
- Christian Marquand
- Tonie Marshall
- Léon Mathot
- Julien Maury
- Nicolas Maury
- Georges Méliès
- Jean-Pierre Melville
- Michel Mitrani
- Radu Mihăileanu
- Claude Miller
- Alexandre Michon
- Noël Mitrani
- Serge Moati
- Jean-Pierre Mocky
- Léonide Moguy
- Édouard Molinaro
- Gregory Monro
- Bruno Monsaingeon
- Gaël Morel
- Luc Moullet
- Mr. Oizo
- Musidora

## N–R
- Raphael Nadjari
- Jules and Gedeon Naudet
- Gaspar Noé
- Bruno Nuytten
- Marcel Ophüls
- Gérard Oury
- François Ozon
- Marcel Pagnol
- Jean Painlevé
- Euzhan Palcy
- Jean-Marie Pallardy
- Philippe Parreno
- Christine Pascal
- Alain Payet
- Max Pécas
- Robert Péguy
- Vincent Pérez
- Léonce Perret
- Jacques Perrin
- Maurice Pialat
- Claude Pinoteau
- Gérard Pirès
- Pitof
- Jean-Marie Poiré
- Léon Poirier
- Roman Polanski
- Jean-Daniel Pollet
- Henri Pouctal
- Eugene Py
- Philippe Ramos
- Alex Ranarivelo
- Bernard Rapp
- Jean-Paul Rappeneau
- Jean Renoir
- Alain Resnais
- Jacques Rivette
- Alain Robbe-Grillet
- Yves Robert
- Éric Rochant
- Charles de Rochefort
- Éric Rohmer
- Jean Rollin
- Frédéric Rossif
- François Rotger
- Brigitte Roüan
- Gaston Roudès
- Jacques Rouffio
- Henry Roussell
- Jacques Rozier
- Alexandre Ryder

## S–Z
- Jean-Paul Salomé
- Lucia Sanchez
- Claude Sautet
- Suzanne Schiffman
- Pierre Schoendoerffer
- Barbet Schroeder
- Céline Sciamma
- Partho Sen-Gupta
- Serge Ankri
- Coline Serreau
- Marius Sestier
- Delphine Seyrig
- Florent Emilio Siri
- Ramzi Ben Sliman
- George Sluizer
- Nicole Stéphane
- Straub-Huillet
- Ramata-Toulaye Sy
- Charlotte Szlovak
- Jeannot Szwarc
- Jihan El-Tahri
- Jacques Tati
- Bertrand Tavernier
- André Téchiné
- Virginie Thévenet
- Danièle Thompson
- Daniel Tinayre
- Laurent Tirard
- Jacques Tourneur
- Maurice Tourneur
- Tran Anh Hung
- Coralie Trinh Thi
- Nadine Trintignant
- François Truffaut
- Roger Vadim
- Eric Valli
- Charles Vanel
- Agnès Varda
- Marcel Varnel
- Flore Vasseur
- Anton Vassil
- Francis Veber
- Paul Vecchiali
- Henri Verneuil
- Sandrine Veysset
- Jean Vigo
- René Viénet
- Régis Wargnier
- Alexis Wajsbrot
- André Weinfeld
- Sylvain White
- Anne Wiazemsky
- Ferdinand Zecca
- Ariel Zeitoun
- Claude Zidi
- Rebecca Zlotowski
- Erick Zonca